# Mubarak Zamah
Mubarak Zamah (Abu Dabi, 29 de noviembre de 2003) es un futbolista emiratí que juega en la demarcación de lateral derecho para el Al-Jazira SC de la UAE Pro League.

## Selección nacional
Tras jugar en las categorías inferiores de la selección, finalmente hizo su debut con la selección de fútbol de Emiratos Árabes Unidos el 12 de septiembre de 2023 en un encuentro amistoso contra Costa Rica que finalizó con un resultado de 4-1 a favor del combinado emiratí tras un gol de Julio Cascante para Costa Rica, y de Ali Salmeen, Caio Canedo Corrêa y un doblete de Yahya Al-Ghassani para Emiratos Árabes Unidos.

## Clubes
| Club         | País                   | Año   | Partidos | Goles |
| ------------ | ---------------------- | ----- | -------- | ----- |
| Al-Jazira SC | Emiratos Árabes Unidos | 2022- | 18       | 0     |